# Danh sách chủ đề toán học
Bài này nói về từ điển các chủ đề trong toán học.

## 0-9
- -0
- 0
- 6174

## A
- AES
- ARCH
- ARMA
- Ada Lovelace
- Adrien-Marie Legendre
- Alan Baker (nhà toán học)
- Alan Turing
- Aleksandr Mikhailovich Lyapunov
- Alexander Friedman
- Alexander Grothendieck
- Anders Björner
- Andrei Yuryevich Okounkov
- Andrew Granville
- Andrew Wiles
- Andrey Nikolaevich Kolmogorov
- Angus Macintyre
- Archimedes
- Aristarchus của Samos
- Artur Ávila
- Atle Selberg
- Augustin Louis Cauchy
- Avicenna
- Aviezri Fraenkel
- Ánh xạ
- Ánh xạ bảo giác

## B
- Bao afin
- Bao lồi
- Benoît Mandelbrot
- Bernhard Riemann
- Bertrand Russell
- Bit
- Biên (kinh tế học)
- Biến cố (lý thuyết xác suất)
- Biến ngẫu nhiên
- Biến ngẫu nhiên rời rạc
- Biến số
- Biến đổi Fourier
- Biến đổi Fourier liên tục
- Biến đổi Fourier rời rạc
- Biến đổi afin
- Biến đổi tuyến tính
- Biến đổi tích phân
- Biểu diễn số âm
- Biểu thức chính quy
- Biệt thức
- Blaise Pascal
- Bài toán Napoléon
- Bài toán Olympic
- Bài toán Waring
- Bài toán bảy cây cầu Euler
- Bài toán dừng
- Bài toán mã đi tuần
- Bài toán mảng con lớn nhất
- Bài toán người bán hàng
- Bài toán tám quân hậu
- Bài toán vận tải
- Bài toán xếp ba lô
- Bài toán đường đi ngắn nhất
- Bài toán đường đi rộng nhất
- Bài toán đồ thị con đẳng cấu
- Bàn tính
- Bán kính cong
- Bìa Karnaugh
- Bình phương
- Bình phương tối thiểu tuyến tính
- Bù 1
- Bù 2
- Bản đồ học
- Bảng các phân tích tiêu chuẩn của 1000 số tự nhiên đầu tiên[a]
- Bảng cửu chương[b]
- Bảy hằng đẳng thức đáng nhớ
- Bất biến (toán)
- Bất phương trình
- Bất đẳng thức
- Bất đẳng thức Azuma
- Bất đẳng thức Bernstein (lý thuyết xác suất)
- Bất đẳng thức Bunyakovsky
- Bất đẳng thức Cauchy
- Bất đẳng thức Cauchy-Schwarz
- Bất đẳng thức Doob
- Bất đẳng thức Golden–Thompson
- Bất đẳng thức Hoeffding
- Bất đẳng thức Hölder
- Bất đẳng thức Khinchin
- Bất đẳng thức Markov
- Bất đẳng thức Minkowski
- Bất đẳng thức Pinsker
- Bất đẳng thức cộng Chebyshev
- Bất đẳng thức tam giác
- Bổ đề Borel-Cantelli
- Bổ đề Farkas
- Bổ đề Johnson–Lindenstrauss
- Bổ đề Shephard
- Bổ đề Sauer–Shelah
- Bổ đề Shephard
- Bộ ba số Pythagore
- Bộ lưu trữ lịch sử toán học MacTutor
- Bộ lọc Bloom
- Bội số chung nhỏ nhất

## C
- Cao độ
- Carl Friedrich Gauß
- Carl Gustav Jakob Jacobi
- Chia hết
- Chiều VC
- Chiều dài
- Christiaan Huygens
- Christian Andreas Doppler
- Christian Goldbach
- Christian Kramp
- Chu vi
- Chuyển động Brown
- Chuỗi (toán học)
- Chuỗi Fourier
- Chuỗi Prüfer
- Chuỗi Taylor
- Chuỗi thời gian
- Chuỗi
- Chặn Chernoff
- Chứng minh e là số vô tỉ
- Chứng minh toán học
- Chữ số Ả Rập
- Claude Shannon
- Cleve Moler
- Compact
- Compact tương đối
- Cung Hilbert
- Curtis T. McMullen
- Càdlàg
- Các bài toán của Hilbert
- Các nguyên lý toán học của triết học tự nhiên
- Các số nguyên tố tương đương
- Các tập hợp không giao nhau
- Câu đố thiếu hình vuông
- Cây bao trùm nhỏ nhất
- Cây dây xích
- Cédric Villani
- Công thức Euler
- Công thức Faulhaber
- Công thức Heron
- Căn bậc hai
- Căn nguyên thủy modulo n
- Cơ học thống kê
- Cơ sở (Euclid)
- Cơ sở (đại số tuyến tính)
- Cấp
- Cấu trúc
- Cửu chương toán thuật

## D
- Danh sách nhà toán học
- Danh sách nhà toán học
- Danh sách tích phân với hàm hypebolic
- Danh sách tích phân với hàm hypebolic ngược
- Danh sách tích phân với hàm lôgarít
- Danh sách tích phân với hàm lượng giác ngược
- Danh sách tích phân với hàm mũ
- Danh sách tích phân với phân thức
- David Eisenbud
- David Hilbert
- David Rees
- Delbert Ray Fulkerson
- Diffie-Hellman
- Diofantos
- Diện tích
- Donald Knuth
- Dunham Jackson
- Dãy
- Dãy Cauchy
- Dãy số thực
- Dự báo huyết áp

## Đ
- Đa giác
- Đa giác đều
- Đa thức
- Đa tạp
- Đa vũ trụ
- Điều khiển học
- Điểm
- Điểm (hình học)
- Điểm biên
- Điểm cô lập
- Điểm dính
- Điểm giới hạn
- Điểm đẳng giác
- Đoạn thẳng
- Đàm Thanh Sơn
- Đúng
- Đơn vị thông tin
- Đơn vị ảo
- Đơn ánh
- Đường Peano
- Đường cao
- Đường conic
- Đường kính
- Đường nối tâm
- Đường phân giác
- Đường thẳng
- Đường thẳng Euler
- Đường thẳng Simson
- Đường trung trực
- Đường tròn Euler
- Đường tròn ngoại tiếp
- Đường tròn nội tiếp và bàng tiếp
- Đường đi Hamilton
- Đại lượng vật lý
- Đại số
- Đại số Boole
- Đại số phổ dụng
- Đại số quan hệ
- Đại số trừu tượng
- Đại số tuyến tính
- Đại thành Toán pháp
- Đạo hàm
- Đạo hàm của các hàm lượng giác
- Đạo hàm hữu hình
- Đạo hàm riêng
- Đạo hàm yếu
- Đẳng thức
- Đẳng thức lượng giác
- Đặng Đình Áng
- Đệ quy
- Địa thống kê
- Định luật cos
- Định lý
- Định lý cos
- Định lý cotang
- Định lý sin
- Định lý tang
- Định lý Ceva
- Định lý Taylor
- Định lý Apollonius
- Định lý Apéry
- Định lý Arzela-Ascoli
- Định lý Ascoli
- Định lý Banach-Steinhause
- Định lý Banach-Tarski
- Định lý Bayes
- Định lý Birkhoff
- Định lý Bolzano
- Định lý Brahmagupta
- Định lý Brianchon
- Định lý Brouwer
- Định lý Bézout
- Định lý Carathéodory
- Định lý Chen
- Định lý De Bruijn–Erdős
- Định lý Dirac
- Định lý Dirichlet về cấp số cộng
- Định lý Erdős–Szekeres
- Định lý Euler
- Định lý Fermat
- Định lý Fermat về số đa giác đều
- Định lý Fermat về tổng của hai số chính phương
- Định lý Gauss
- Định lý Gelfond-Schneider
- Định lý Hahn-Banach
- Định lý Helly
- Định lý Hurwitz
- Định lý Kirchhoff
- Định lý Lagrange (lý thuyết nhóm)
- Định lý Lagrange (lý thuyết số)
- Định lý Menelaus
- Định lý Morley
- Định lý Ptolemy
- Định lý Pythagoras
- Định lý Radon
- Định lý Stewart
- Định lý Stokes
- Định lý Sylvester–Gallai
- Định lý Szemerédi
- Định lý Szemerédi–Trotter
- Định lý Taniyama-Shimura
- Định lý Thales
- Định lý Tverberg
- Định lý Viète
- Định lý Wilson
- Định lý bánh mì dăm bông
- Định lý bất biến của miền xác định
- Định lý bốn màu
- Định lý con bướm
- Định lý con khỉ vô hạn
- Định lý con đường màu
- Định lý cơ bản của các nhóm cyclic
- Định lý cơ bản của giải tích
- Định lý cơ bản của số học
- Định lý cơ bản của đại số
- Định lý cơ sở
- Định lý cấp bậc thời gian
- Định lý cộng hàm cầu điều hòa
- Định lý de Branges
- Định lý đường chéo Cantor
- Định lý giao điểm Cantor
- Định lý giới hạn trung tâm
- Định lý lớn Fermat
- Định lý mã hóa trên kênh nhiễu
- Định lý nhị thức
- Định lý nhỏ Fermat
- Định lý phạm trù Baire
- Định lý số dư Trung Quốc
- Định thức
- Định thức Cauchy
- Định đề Bertrand
- Đối xứng
- Đồ thị
- Đồ thị của hàm số
- Đồ thị duyên dáng
- Đồ thị đối ngẫu
- Đồng dư
- Đồng luân
- Đồng nhất thức ma trận Woodbury
- Độ dư vĩ
- Độ lệch chuẩn
- Độ nhạy
- Độ nhọn
- Độ xiên
- Độ đo
- Độ đặc hiệu
- Độc lập thống kê
- Độc lập tuyến tính
- Đơn vị đo

## E
- Edmond Laguerre
- Efim Zelmanov
- Elon Lindenstrauss
- Emil Artin
- Emmy Noether
- Entropy
- Eratosthenes
- Euclid
- Eugene Wigner
- Evangelista Torricelli
- Évariste Galois

## F
- Felix Klein
- Fibonacci
- Francis Galton
- François Viète
- Friedrich Bessel
- Friedrich Hirzebruch

## G
- Galileo Galilei
- Gaspard-Gustave de Coriolis
- Georg Cantor
- George Boole
- George C. Papanicolaou
- George Dantzig
- Gerald B. Whitham
- Gerd Faltings
- Gerolamo Cardano
- Giai thừa
- Giai thừa nguyên tố
- Giao hoán
- Giuseppe Peano
- Giá
- Giá trị hiện tại thuần
- Giá trị kỳ vọng
- Giá trị riêng
- Giá trị tuyệt đối
- Giả thiết continum
- Giả thiết không
- Giả thuyết Gauss-Markov
- Giả thuyết Poincaré
- Giả định abc
- Giải Abel
- Giải Alfréd Rényi
- Giải Ampère
- Giải Bartolozzi
- Giải Bolyai
- Giải Caccioppoli
- Giải Carl Friedrich Gauss
- Giải Chauvenet
- Giải Clay
- Giải Cole
- Giải Erdős
- Giải Fulkerson
- Giải Heinz Hopf
- Giải Hình học Oswald Veblen
- Giải Jeffery-Williams
- Giải Leroy P. Steele
- Giải Loève
- Giải Nevanlinna
- Giải Poincaré
- Giải Pólya (LMS)
- Giải Pólya (SIAM)
- Giải Rolf Schock
- Giải Salem
- Giải Toán học của Viện hàn lâm Khoa học quốc gia Hoa Kỳ
- Giải Toán học ứng dụng Norbert Wiener
- Giải Vật lý toán học Dannie Heineman
- Giải Wolf về Toán học
- Giải thuật Bresenham vẽ đoạn thẳng
- Giải thuật Euclid
- Giải thuật Euclid mở rộng
- Giải thuật di truyền
- Giải thuật tham lam
- Giải thuật tìm kiếm
- Giải thuật tìm kiếm A*
- Giải tích
- Giải tích hàm
- Giải tích phức
- Giải tích số
- Giải tích thực
- Giải tích toán học
- Giải tưởng niệm Bôcher
- Giản ước dị thường
- Googol
- Gottfried Leibniz
- Grace Hopper
- Grigori Yakovlevich Perelman
- Gustave Choquet
- Gyula O. H. Katona
- Gérard Laumon
- Góc
- Góc ở tâm
- Gösta Mittag-Leffler
- Günter M. Ziegler
- Gần như chắc chắn

## H
- Helge von Koch
- Henri Poincaré
- Herbert A. Hauptman
- Hermann Amandus Schwarz
- Hermann Minkowski
- Hironaka Heisuke
- Hiệp phương sai
- Hoa hướng dương (toán học)
- Horst Sachs
- Hoàng Tụy
- Hoàng Xuân Hãn
- Hoàng Xuân Sính
- Hoán vị
- Hoạt động thống kê
- Hugo Steinhaus
- Huy chương Boltzmann
- Huy chương De Morgan
- Huy chương Euler
- Huy chương Fields
- Huy chương Stampacchia
- Huy chương Trần
- Hypatia thành Alexandria
- Hà Huy Khoái
- Hàm Gauss
- Hàm Lôgit
- Hàm Weierstrass
- Hàm chi phí
- Hàm chi tiêu
- Hàm cầu Hicks
- Hàm cầu Marshall
- Hàm cầu Walras
- Hàm delta Dirac
- Hàm hypebolic
- Hàm khối xác suất
- Hàm liên tục
- Hàm lượng giác
- Hàm lợi nhuận
- Hàm mũ
- Hàm mật độ xác suất
- Hàm phân phối tích lũy
- Hàm rect
- Hàm sinc
- Hàm số
- Hàm số Ackermann
- Hàm số xác định theo từng khoảng
- Hàm số đơn điệu
- Hàm thuần nhất
- Hàm thỏa dụng
- Hàm thỏa dụng gián tiếp
- Hàm toán học
- Hàm tri
- Hàm ước lượng thống kê
- Hình bình hành
- Hình cầu dẹt
- Hình học
- Hình học Euclid
- Hình học Riemann
- Hình học afin
- Hình học giải tích
- Hình học phi Euclid
- Hình học phẳng
- Hình học tính toán
- Hình học vi phân
- Hình quạt tròn
- Hình thang
- Hình thang cân
- Hình trụ tròn
- Hóa tin học
- Hướng
- Hằng số
- Hằng số Erdős–Borwein
- Hằng số Fibonacci
- Hằng đẳng thức Roy
- Hệ bát phân
- Hệ nhị phân
- Hệ phương trình tuyến tính
- Hệ số Sharpe
- Hệ số tương quan
- Hệ thống trực giao
- Hệ thống đại số máy tính
- Hệ thống động lực
- Hệ tinh thể bốn phương
- Hệ tọa độ cực
- Hệ đơn phân
- Hồi quy tuyến tính
- Hội Toán học Hoa Kỳ
- Hội Toán học Việt Nam
- Hội liên hiệp Toán học quốc tế
- Hợp số

## I
- ISO 31-11
- Isaac Newton
- Isadore Singer
- Itō Kiyoshi

## J
- Jack van Lint
- Jacob Bernoulli
- Jean Bourgain
- Jean-Christophe Yoccoz
- Jean-Pierre Serre
- Jeff Cheeger
- Jesse Douglas
- Johann Bernoulli
- Johann Faulhaber
- Johann Peter Gustav Lejeune Dirichlet
- Johannes Kepler
- John Charles Fields
- John Forbes Nash
- John Griggs Thompson
- John Milnor
- John Napier
- John Tate
- John Wallis
- John von Neumann
- Joseph Fourier
- Joseph John Thomson
- Joseph Louis Lagrange
- Josiah Willard Gibbs

## K
- Karl Pearson
- Karl Weierstrass
- Kurt Gödel
- Khai căn
- Khai thác dữ liệu
- Khai thác văn bản
- Khoa học Thống kê
- Khoa học Toán học
- Khoa học máy tính
- Khoảng
- Khoảng cách
- Khoảng cách Euclid
- Khoảng cách Hamming
- Khoảng cách Hellinger
- Khoảng cách Jensen-Shannon
- Khoảng cách Levenshtein
- Khoảng cách Mahalanobis
- Khoảng cách Manhattan
- Không gian
- Không gian Euclide
- Không gian Hilbert
- Không gian Sobolev
- Không gian afin
- Không gian con
- Không gian khả ly
- Không gian mêtric
- Không gian mẫu
- Không gian tôpô
- Không gian vectơ
- Không gian xác suất
- Không gian Étalé
- Không gian đa chiều
- Không gian định chuẩn
- Không gian đối ngẫu (không gian liên hiệp)
- Khối lập phương
- Khối đa diện đều
- Kiểm tra Fermat
- Kiểm tra tính nguyên tố
- Kiểm định Johansen
- Kiểm định giả thiết thống kê
- Klaus Roth
- Kodaira Kunihiko
- Kriging
- Kurt Gödel
- Ký hiệu Jacobi
- Ký hiệu O lớn
- Ký pháp Ba Lan
- Ký hiệu Legendre
- Ký hiệu Phần trăm
- Kết hợp

## L
- LZW
- Lars Ahlfors
- Laurent Lafforgue
- Laurent Schwartz
- Leonhard Euler
- Lev Pontryagin
- Lewis Carroll
- Liên hệ Kramers-Kronig
- Liên tục đồng bậc
- Logic toán
- Louis Nirenberg
- Luigi Ambrosio
- Luật De Morgan
- Luật ba (toán học)
- Luật số lớn
- Luật tương hỗ bậc hai
- László Lovász
- Lân cận (toán học)
- Lãi suất
- Lê Bá Khánh Trình
- Lê Hùng Việt Bảo
- Lê Tự Quốc Thắng
- Lê Văn Thiêm
- Lý thuyết xác suất
- Lý thuyết đồng luân
- Lôgarit
- Lôgarit rời rạc
- Lôgarit tự nhiên
- Lý thuyết hỗn loạn
- Lý thuyết nhóm
- Lý thuyết phân bố giá trị
- Lý thuyết số
- Lý thuyết thông tin
- Lý thuyết toán tử
- Lý thuyết trò chơi
- Lý thuyết tập hợp
- Lý thuyết xác suất
- Lý thuyết đồ thị
- Lý thuyết độ phức tạp tính toán
- Lý thuyết độ đo
- Lũy thừa
- Lương Thế Vinh
- Lưới ε (hình học tính toán)
- Lượng giác
- Lịch sử của phương trình đại số
- Lịch sử toán học
- Lựa chọn tối ưu
- Lực lượng

## M
- MATLAB
- Ma trận
- Ma trận
- Ma trận Hesse
- Ma trận Jacobi
- Ma trận Laplace
- Ma trận của biến đổi tuyến tính
- Ma trận kì ảo
- Ma trận kề
- Maple
- Mark Kac
- Marston Morse
- Martin Davis
- Martingale Doob
- MathML
- MathTool
- MathWorld
- Max
- Maxim Kontsevich
- Michael Atiyah
- Michael Freedman
- Michel Loève
- Microsoft Mathematics
- Minitab
- Monte Carlo cho tài chính
- Muhammad ibn Mūsā al-Khwārizmī
- Máy Turing
- Máy trạng thái trừu tượng
- Máy tính
- Mã Golay
- Mã Gray
- Mã Hamming
- Mã giả
- Mã hóa
- Mã hóa Huffman
- Mã hóa khối
- Mã xoắn
- Mô hình Markov ẩn
- Mô hình phát triển Malthus
- Mô hình toán học
- Mạng nơ-ron
- Mạng nơ-ron nhân tạo
- Mật mã Caesar
- Mật mã học
- Mặt (hình học)
- Mặt (tô pô)
- Mặt Mobius
- Mặt Riemann
- Mặt bậc hai
- Mặt cầu
- Mặt nón
- Mặt phẳng
- Mặt trụ

## N
- NP
- NP-khó
- NP-đầy đủ
- Nassif Ghoussoub
- Nghiệm số
- Nguyên hàm
- Nguyên lý Harnack
- Nguyên lý Pareto
- Nguyên lý ánh xạ mở
- Nguyễn Cảnh Toàn
- Nguyễn Hữu Thận
- Nguyễn Xuân Vinh
- Ngày Thống kê thế giới
- Ngô Bảo Châu
- Ngô Việt Trung
- Ngôi sao năm cánh
- Nhà toán học
- Nhóm
- Nhóm con
- Nhóm cơ bản
- Nhóm giao hoán
- Nhóm hữu hạn
- Nhóm nhân các số nguyên modulo n
- Nhận dạng tiếng nói
- Những kiến thức cơ bản của lý thuyết nhóm
- Nicolaus Copernicus
- Niels Henrik Abel
- Nikolai Ivanovich Lobachevsky
- Noga Alon
- Norman Levinson
- Nón lồi
- Nửa mặt phẳng
- Nửa nhóm

## O
- Octave
- Olympic Toán học
- Olympic Toán học Quốc tế
- Olympic Toán học châu Á - Thái Bình Dương APMO
- Olympic Toán học châu Á - Thái Bình Dương dành cho trường tiểu học
- Omar Khayyám
- OpenOffice.org Math
- Oswald Veblen

## P
- Paul Cohen
- Paul Dirac
- Peter Cameron
- Peter Lax
- Phan Đình Diệu
- Phi hàm Euler
- Phân bố Gibbs
- Phân bố ngẫu nhiên đều
- Phân bố đều
- Phân dạng
- Phân hoạch (lý thuyết số)
- Phân loại nhị phân
- Phân nhóm dữ liệu
- Phân phối Poisson
- Phân phối chuẩn
- Phân phối chuẩn nhiều chiều
- Phân phối mũ
- Phân phối nhị thức
- Phân phối xác suất
- Phân phối xác suất rời rạc
- Phân phối đều liên tục
- Phân số liên tục
- Phân tích LU
- Phân tích hồi quy
- Phân tích nhân tử
- Phép chia
- Phép chia có dư
- Phép chiếu lập thể
- Phép cộng
- Phép giao
- Phép hợp
- Phép khử Gauss
- Phép nhân
- Phép nhân một số cho ma trận
- Phép thử Bernoulli
- Phép toán hai ngôi
- Phép toán thao tác bit
- Phép trừ
- Phép tính lambda
- Phép đồng phôi
- Phương pháp Monte Carlo
- Phương trình
- Phương trình Diophantine
- Phương trình Pell
- Phương trình Slutsky
- Phương trình bậc ba
- Phương trình bậc hai
- Phương trình tuyến tính
- Phương trình vi phân riêng phần
- Phương trình vi phân thường
- Phương trình đại số
- Phần bù
- Phần nguyên
- Phần trăm
- Phần tử đơn vị
- Phỏng đoán Mersenne
- Phối cảnh
- Pi
- Pierre de Fermat
- Pierre-Louis Lions
- Pierre-Simon Laplace
- Pythagoras

## Q
- Quan hệ
- Quay lui
- Quy hoạch toàn phương
- Quá trình Poisson
- Quá trình ngẫu nhiên
- Quá trình thực nghiệm
- Quãng đường tự do
- Quả cầu
- Quỹ tích

## R
- R.G.D. Allen
- Ralph Faudree
- Raoul Bott
- René Descartes
- Richard A. Brualdi
- Richard Borcherds
- Richard Schoen
- Robert Aumann
- Robert Langlands
- Robert MacPherson
- Robert Simson
- Roberto de Miranda
- Rolf Nevanlinna
- Ronald Fisher
- Rot (toán tử)
- Rudolf Clausius

## S
- SHA
- SINGULAR
- Saunders Mac Lane
- Scilab
- Sergei Lvovich Sobolev
- Sergei Novikov (nhà toán học)
- Sigma-đại số
- Simon Donaldson
- Sin
- Sinh học tính toán
- Sofia Vasilyevna Kovalevskaya
- Song song
- Song ánh
- Sophus Lie
- Srinivasa Ramanujan
- Stanislav Konstantinovich Smirnov
- Stefan Banach
- Stephen Smale
- Subrahmanyan Chandrasekhar
- Suy luận Bayes
- Swan (mô hình)
- Sàng Atkin
- Sơ đồ Voronoi
- Sắp xếp chèn
- Sắp xếp chọn
- Sắp xếp nhanh
- Sắp xếp nổi bọt
- Sắp xếp theo cơ số
- Sắp xếp trộn
- Sắp xếp tô pô
- Sắp xếp vun đống
- Sắp xếp đếm phân phối
- Số
- Số La Mã
- Số bình quân
- Số chính phương
- Số chính phương tam giác
- Số dương
- Số gần hoàn thiện dư
- Số gần hoàn thiện thiếu
- Số hoàn thiện
- Số học
- Số hữu tỉ
- Số liệu hỗn hợp
- Số nguyên
- Số nguyên tố
- Số nguyên tố Ramanujan
- Số nguyên tố chính quy
- Số nguyên tố cùng nhau
- Số nguyên tố giai thừa
- Số nguyên tố đối xứng
- Số phức
- Số siêu việt
- Số tam giác
- Số thực
- Số tự nhiên
- Số vô tỉ
- Số âm
- Số đại số
- Số đại số nguyên
- Số ảo
- Số dư
- Sự hội tụ của các biến ngẫu nhiên

## T
- Tam giác
- Tam giác Heron
- Tam giác Pascal
- Tam giác đều
- Terence Tao
- Thales
- Tham số
- The Art of Computer Programming
- Thomas Fincke
- Thuật toán
- Thuật toán Bellman-Ford
- Thuật toán CYK
- Thuật toán Chan
- Thuật toán Christofides
- Thuật toán Dijkstra
- Thuật toán Karger
- Thuật toán RHO
- Thuật toán bình phương và nhân
- Thuật toán chia để trị
- Thuật toán dòng dữ liệu
- Thuật toán khóa đối xứng
- Thuật toán không đơn định
- Thuật toán sắp xếp
- Thuật toán trực tuyến
- Thuật toán xấp xỉ
- Tháp Hà Nội
- Thương số Fermat
- Thế vô hướng
- Thể tích
- Thống kê
- Thống kê mô tả
- Thống kê đủ
- Timothy Gowers
- Tin học lý thuyết
- Tin sinh học
- Tiên đề Euclid về đường thẳng song song
- Tiên đề chọn
- Tiên đề xác suất
- Tiêu chuẩn Leibniz
- Tiết diện
- Toàn ánh
- Toán học
- Toán học Việt Nam
- Toán học là gì?
- Toán học rời rạc
- Toán tài chính
- Toán học tổ hợp
- Toán học ứng dụng
- Toán kinh tế
- Toán sinh học
- Toán tử
- Toán tử Laplace
- Toán tử div
- Toán đố
- Tô pô
- Trung bình
- Trung bình cộng
- Trung bình trượt
- Trung điểm
- Trường (đại số)
- Trường vector
- Trường vô hướng
- Trường đóng đại số
- Trắc địa
- Trục đối xứng
- Tâm đối xứng
- Tìm kiếm mẫu
- Tìm kiếm vùng
- Tích Descartes
- Tích chập
- Tích phân
- Tích phân bội
- Tích phân khối
- Tích phân mặt
- Tích phân đường
- Tích vectơ
- Tích vô hướng
- Tô pô
- Tô pô rời rạc
- Tô pô đại số
- Tương đương logic
- Tạ Quang Bửu
- Tập hợp
- Tập hợp Mandelbrot
- Tập hợp con
- Tập hợp liên thông
- Tập hợp rỗng
- Tập hợp tương đương
- Tập hợp đo được
- Tập hợp được sắp
- Tập hợp đếm được
- Tập lũy thừa
- Tập lồi
- Tập mờ
- Tập mở
- Tập trù mật
- Tập xác định
- Tập đóng
- Tỉ lệ nghịch
- Tỉ lệ thuận
- Tọa độ
- Tọa độ đồng nhất
- Tốc độ hội tụ
- Tối thiểu hóa chi tiêu
- Tối đa hóa thỏa dụng
- Tối ưu bầy đàn
- Tối ưu hóa
- Tối ưu hóa trong đầu tư
- Tổ hợp afin
- Tổ hợp lồi
- Tổ hợp tuyến tính
- Tổng Abel
- Tứ diện
- Tứ giác ngoại tiếp
- Tỷ lệ vàng

## Ư
- Ước lượng
- Ước lượng Bayes
- Ước số chung lớn nhất

## V
- VRSAP
- Vectơ
- Vectơ riêng
- Vernor Vinge
- Vi phân
- Vi tích phân
- Viktor Yakovlevich Bunyakovsky
- Viện Thống kê Quốc gia (Ý)
- Viện Toán học Clay
- Việt Nam tại Olympic Toán học Quốc tế
- Việt Nam tại Olympic Toán học châu Á - Thái Bình Dương APMO
- Vladimir Igorevich Arnold
- Vladimir Iosifovich Levenshtein
- Vladimir Lyovshin
- Vladimir Voevodsky
- Vành
- Vòng lặp Lambda
- Vòng lặp Picard
- Vô tận
- Vũ Hà Văn
- Vũ Hữu
- Vũ trụ quan sát được
- Vận trù học
- Vật lý lý thuyết
- Vật lý thống kê
- Vẻ đẹp của toán học
- Vết

## W
- Wendelin Werner
- William Fulton
- William Rowan Hamilton

## X
- Xác suất
- Xác suất có điều kiện
- Xác suất hậu nghiệm
- Xích Markov
- Xấp xỉ Diophantine

## Y
- Yvonne Choquet-Bruhat